# Божестово
Божестово (пол. Borzestowo) — село в Польщі, у гміні Хмельно Картузького повіту Поморського воєводства.
Населення — 588 осіб (2011).
У 1975-1998 роках село належало до Гданського воєводства.

## Демографія
Демографічна структура станом на 31 березня 2011 року:
|          | Загалом | Допрацездатний вік | Працездатний вік | Постпрацездатний вік |
| -------- | ------- | ------------------ | ---------------- | -------------------- |
| Чоловіки | 295     | 72                 | 202              | 21                   |
| Жінки    | 293     | 88                 | 165              | 40                   |
| Разом    | 588     | 160                | 367              | 61                   |